# Ptačí oko (textilie)
Ptačí oko (angl.: bird´s eye nebo birdseye) je zvláštní, mnohostranná textilie s vynikající prodyšností, savostí a trvanlivostí.

## Způsob výroby

### Tkané ptačí oko
Podle některých odborníků se vazba ptačí oko začala používat v 18. století v Anglii jako  dvojitá tkanina s vazebním útkem.
Hlavním znakem tkaniny je vazba lomeného kepru sestávajícího z různě seskupených čtvercových útvarů s centrálním bodem - okem. Osnova a útek mají být z příze stejné jemnosti a obě komponenty mají mít stejnou  dostavu. 
Použití: ozdoby, ornamenty na moaré podkladu  a později také na závěsy a lůžkoviny. 
Podle jiných pramenů byla tato vazba poprvé použita koncem 19. století na bavlněných tkaninách na sportovní oděvy.
Ve 20. století se tkaniny používaly hlavně na pánské oděvy, v 21. století jsou birdseye tkaniny známé zejména jako výrobky z nejjemnějších vln (cena nad 60 €/bm) 

### Pleteniny
- Začátek strojní výroby birdseye pletenin není známý. Nejstarší výrobky na trhu jsou svetry a vesty z 2. poloviny 20. století nabízené jako vintage.[6]

Ve 3. dakádě 21. století jsou známé zejména zátažné pleteniny vyráběné na  okrouhlých strojích z bavlny, polyesteru a  polyamidu s podílem elastanu. Pleteniny se barví v kuse v mnoha barevných odstínech, hmotnost bývá 100-130 g/m2. Použití: spodní prádlo, polokošile, sportovní oděvy, případně závěsy a polštáře.
Birdseye se používá také jako podkladová pletenina, se kterou se spojuje  žakárový vzor.
- První ruční pleteniny s birdseye vzory se měly zhotovit na Fair Isle (známého s profesionálním ručním pletením už od 16. století).[9] [10]

V 21. století se nabízí na internetu řada návodů na amaterské pletení různých variant birdeye jak ručně tak i na pletacích strojcích.
(Vzorek pleteniny v galerii je ze směsové příze vlna/ polyakryl (52/48) 417  tex))

## Galerie

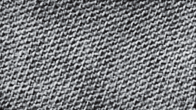
Tkanina s vazbou ptačí oko asi z roku 1920
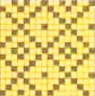
Vzornice jedné z variant vazby ptačí oko (snímek z roku 1925)
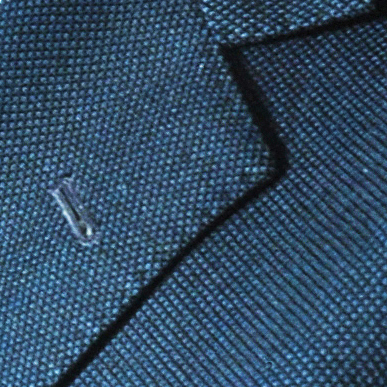
Detail pánského saka z tkaniny ptačí oko (2013)
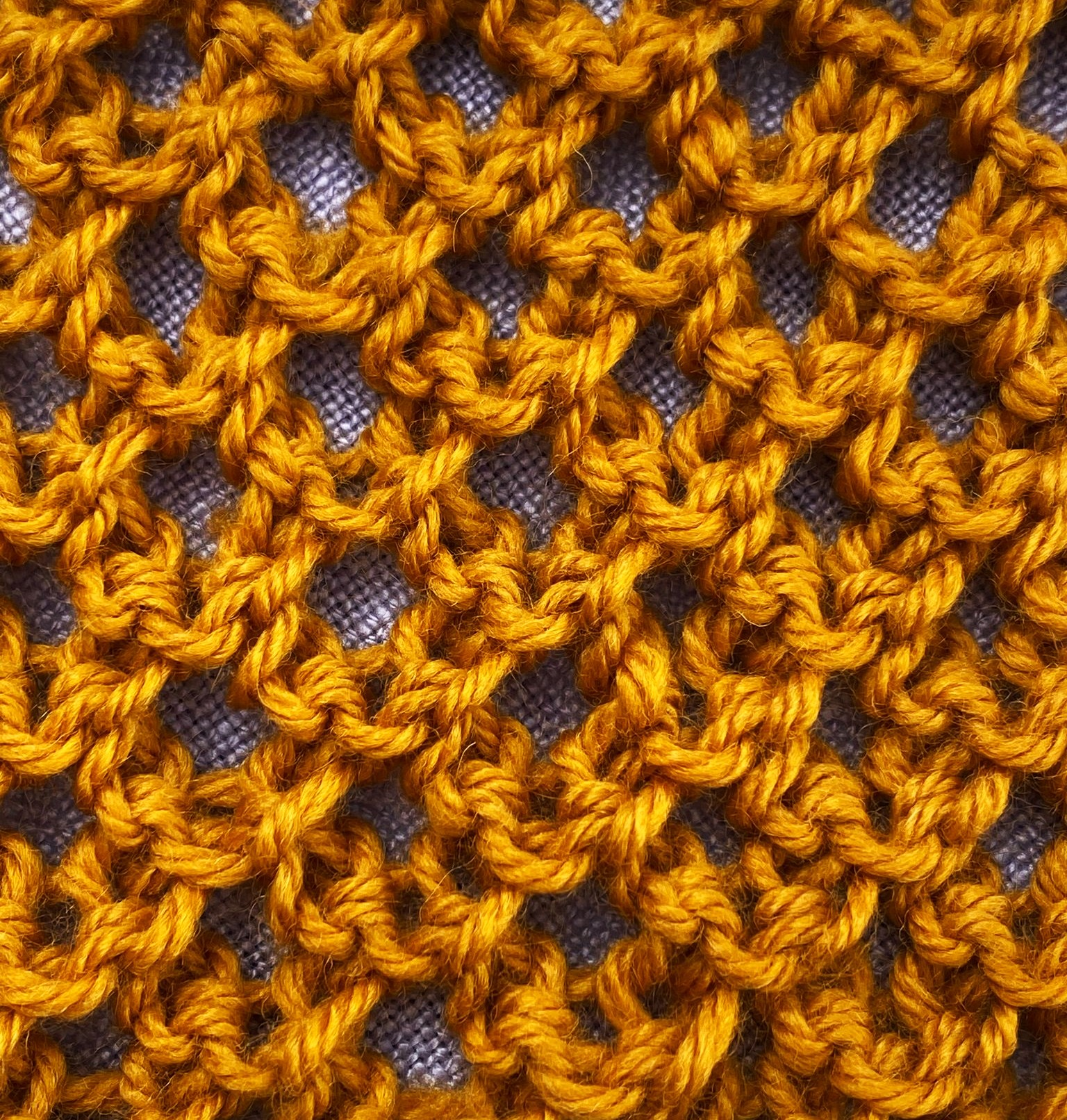
Ručně pletená vazba ptačí oko (2025)